# Église Saint-Julien-l'Hospitalier
L'église Saint-Julien-l'Hospitalier, ou Saint-Julien-le-Passeur, est une église située dans le département français du Finistère, sur la commune de Plouhinec. Il s'agit de l'ancienne église paroissiale de Poulgoazec.

## Description
L'église dédiée à saint Julien l'Hospitalier domine l'entrée des ports d'Audierne et de Poulgoazec du haut de son promontoire naturel. Surplombant la plage de Saint-Julien, son belvédère offre une vue sur l'ensemble du chenal du port depuis le môle du Raoulic jusqu'au quai du port d'Audierne, faisant face à la passerelle des Capucins et au chemin de halage sur l'autre rive du Goyen.
L'édifice en forme de croix latine présentait avant 1929 une nef de 21 mètres de longueur sur 7 mètres de largeur, deux transepts profonds de 3 mètres et un chœur de 4,50 mètres de profondeur derrière lequel se trouvait la sacristie à deux pans coupés. En 1929, on adjoindra un bas-côté de 6 mètres de largeur sur le flanc nord de la nef et un prolongement sur 3 mètres du bras de croix avec l'implantation de la sacristie du même côté.
Le clocher primitif datant de 1681 présente une hauteur de 17 mètres et sert aux marins d'amer, formant plusieurs alignements avec d'autres structures pour parer de dangereux écueils à l'entrée de la rade d'Audierne, guider les marins jusqu'au port, et délimiter des zones de mouillage devant la rade. Il lui adjoindra en 1932 deux clochetons latéraux.
Un bateau sculpté visible sur l'un des murs extérieurs de l'église représente une carvelle et remonte probablement à la chapelle antérieure, qui datait du XVIe siècle, construite sur le même site, situé au-dessus de l'endroit où un passeur faisait traverser l'estuaire du Goyen avant la construction du premier pont d'Audierne à la fin du XIXe siècle.

## Histoire
En 1885, la chapelle en ruine, dédiée à saint Julien le Pauvre, est relevée par l'abbé Yves Bernard, recteur de Plouhinec de 1882 à 1886. 
La chapelle devient église paroissiale en 1926 par la création de la paroisse de Poulgoazec. L'installation solennelle du tout premier recteur, l'abbé Cadiou, a lieu le dimanche 18 avril 1926.
Un cimetière, béni le 4 novembre 1928, est aménagé non loin de l'église, vers le sud.
En 1929, l'abbé Cadiou obtient l'autorisation de l'évêché d'agrandir l'église. Le nouveau bâtiment est solennellement béni le 2 février 1930. L'église peut contenir le double de fidèles qu'auparavant, soit environ 1000 personnes.
De 1932 à 1959, l'église ne connait aucune modification, excepté en 1949 par la pause d'une cloche. Avant Pâques 1959, des travaux de rajeunissement et d'aération sont entrepris : peinture, retrait de trop nombreuses statues, installation d'orgues électrostatiques... Aux environs de mars 1960, l'église est en plein travaux : réparation du toit, colmatage des trous et fissures... Les travaux sont financés par les paroissiens et l'aide de la municipalité.

## Galerie

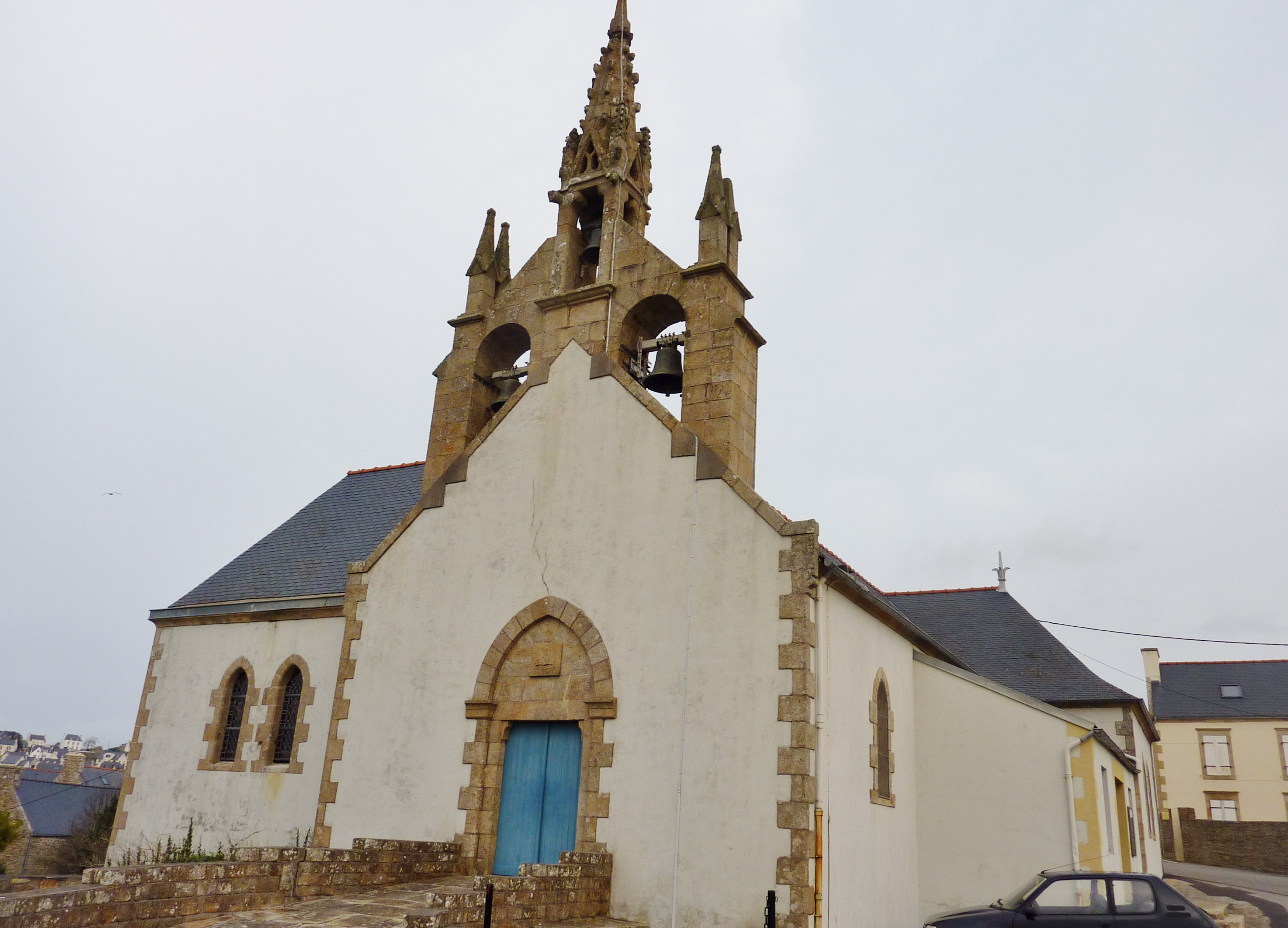
Poulgoazec : l'église paroissiale de Saint-Julien-le-Passeur.
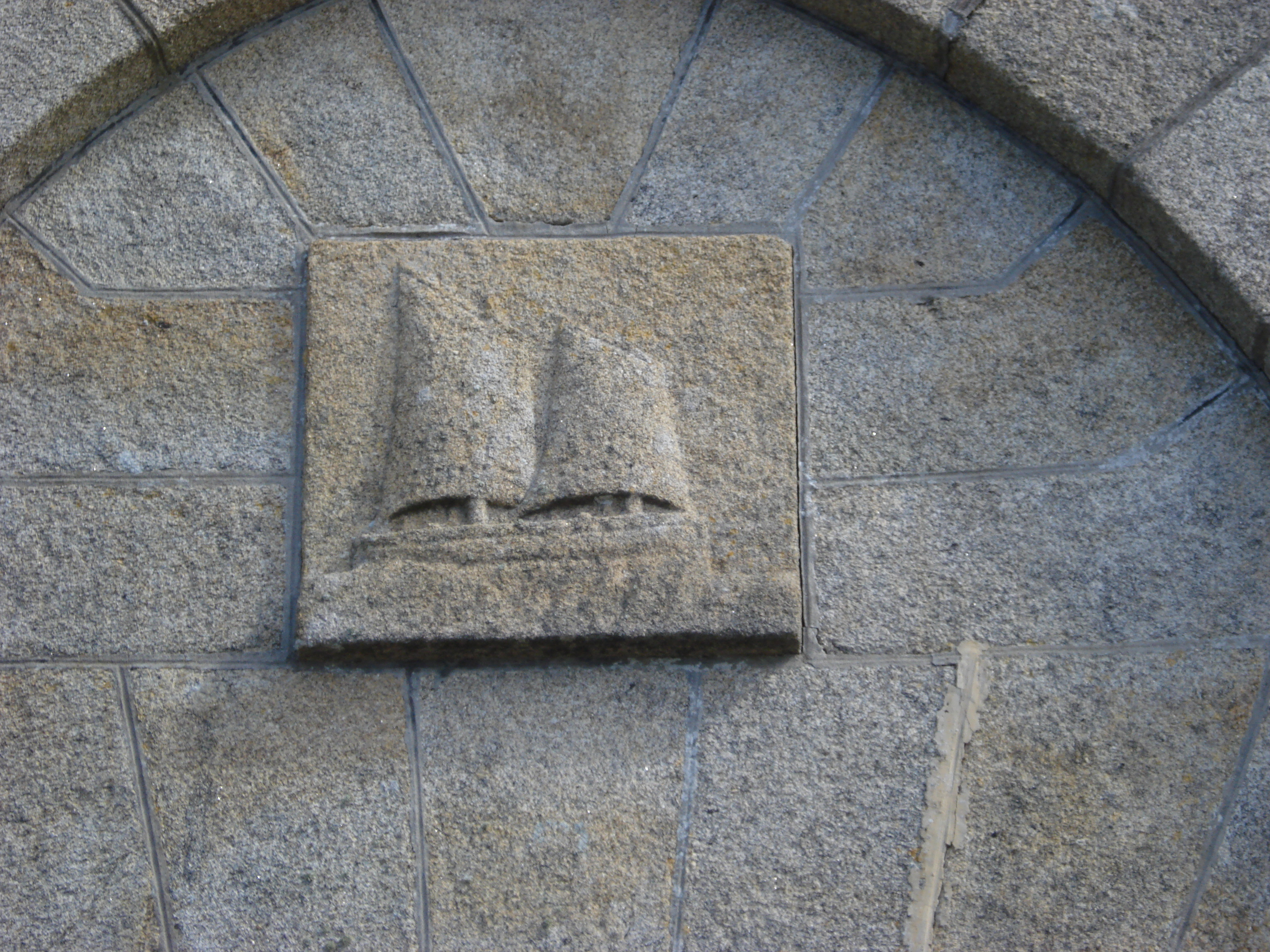
Poulgoazec : bateau sculpté sur l'un des murs de l'église paroissiale Saint-Julien-le-Passeur représentant probablement une carvelle.
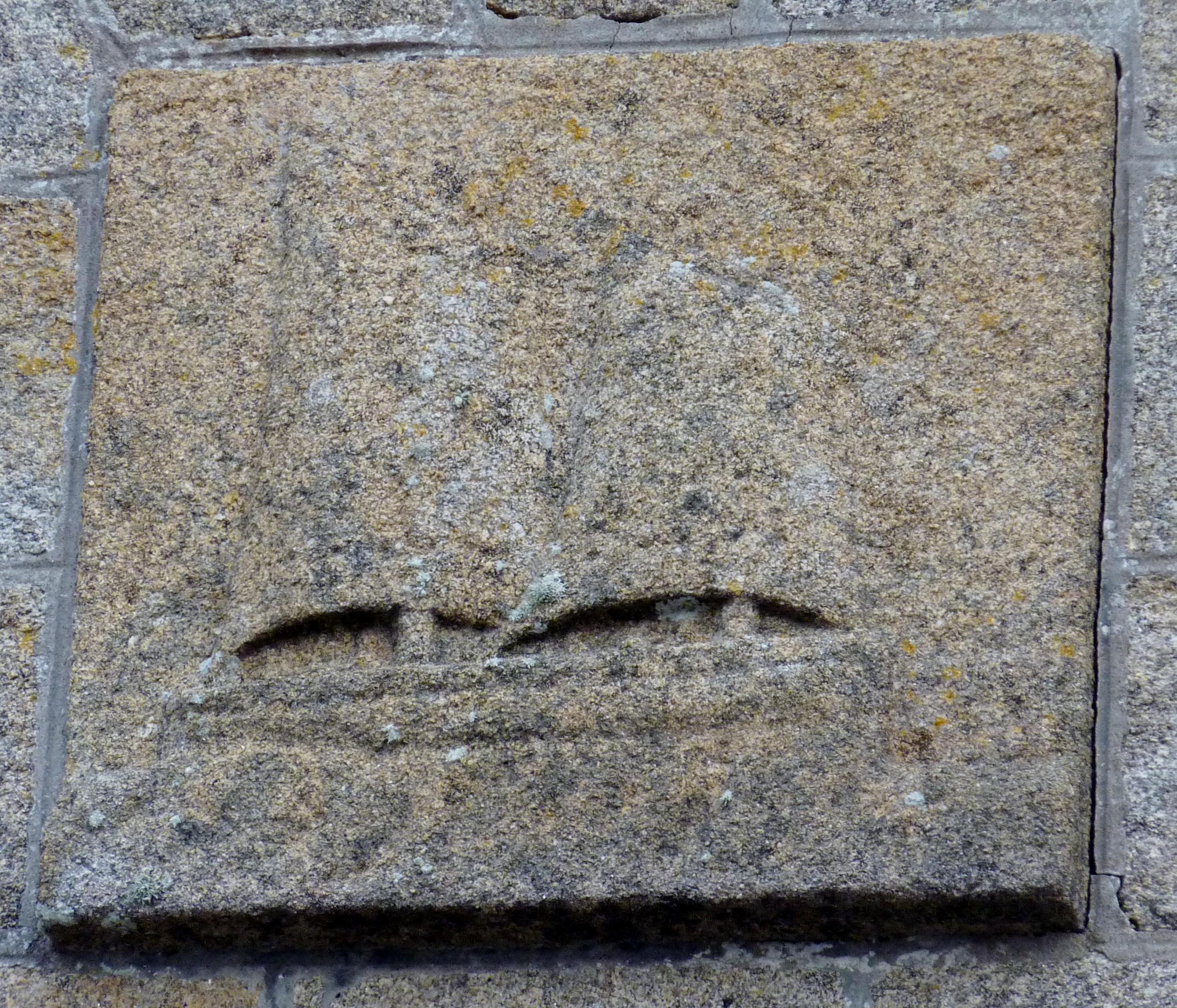
Poulgoazec : bateau sculpté sur l'un des murs de l'église paroissiale Saint-Julien-le-Passeur représentant probablement une carvelle.
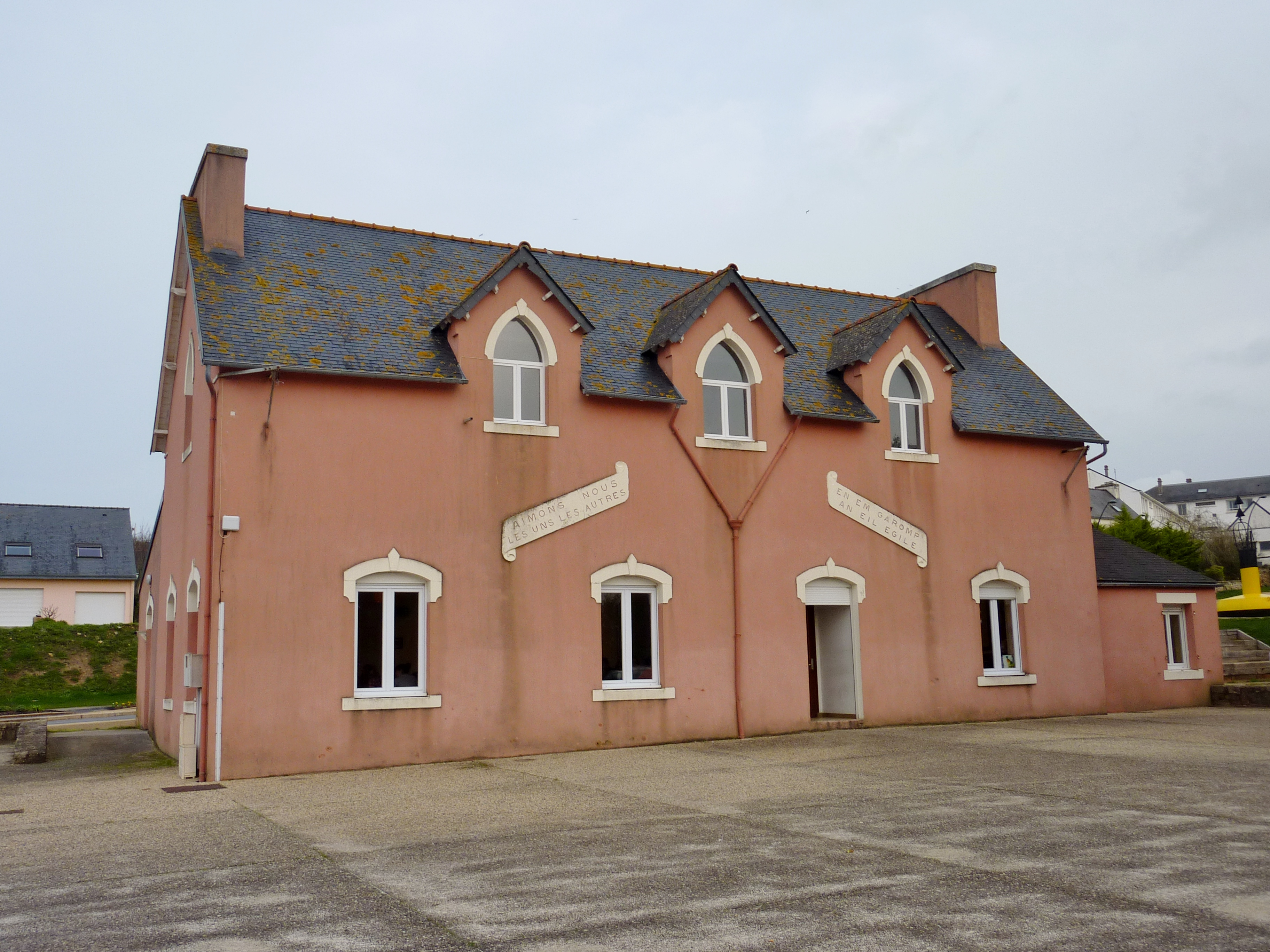
L'Abri du marin de Poulgoazec.